# Spinomantis phantasticus
Spinomantis phantasticus е вид жаба от семейство Мадагаскарски жаби (Mantellidae). Видът не е застрашен от изчезване.

## Разпространение
Разпространен е в Мадагаскар.

## Описание
Популацията на вида е намаляваща.